# Greatest Hits (álbum de Crosby, Stills & Nash)
Greatest Hits es un álbum recopilatorio del grupo Crosby, Stills & Nash, publicado por la compañía discográfica Rhino Records en 2005. El álbum debutó en la posición 24 de la lista estadounidense Billboard 200 en la semana del 2 de abril de 2005 con 33 000 copias vendidas, y pasó ocho semanas enlista. El recopilatorio está dedicado a la memoria de la cantante Cass Elliot. 

## Contenido
A pesar de tratarse de un grandes éxitos, el álbum no incluye «Woodstock» ni «Ohio», dos de los sencillos más exitosos de la formación que obtuvieron un top 40 en la lista Billboard Hot 100. Ambos temas incluyen a Neil Young, que tampoco aparece en ninguna otra canción del álbum. Las selecciones incluyen temas de los primeros cuatro trabajos de estudio del grupo y tampoco incluye temas de American Dream, Live It Up, After the Storm o Looking Forward.

## Lista de canciones
| N.º | Título                                                    | Escritor(es)                                   | Duración |  |
| 1.  | «Suite: Judy Blue Eyes» (del álbum Crosby, Stills & Nash) | Stephen Stills                                 | 7:22     |  |
| 2.  | «Long Time Gone» (del álbum Crosby, Stills & Nash)        | David Crosby                                   | 4:17     |  |
| 3.  | «Just a Song Before I Go» (del álbum CSN)                 | Graham Nash                                    | 2:12     |  |
| 4.  | «Southern Cross» (del álbum Daylight Again)               | Stephen Stills, Richard Curtis, Michael Curtis | 4:40     |  |
| 5.  | «Marrakesh Express» (del álbum Crosby, Stills & Nash)     | Graham Nash                                    | 2:36     |  |
| 6.  | «Helplessly Hoping» (del álbum Crosby, Stills & Nash)     | Stephen Stills                                 | 2:37     |  |
| 7.  | «Shadow Captain» (del álbum CSN)                          | David Crosby, Craig Doerge                     | 4:32     |  |
| 8.  | «Our House» (del álbum Déjà Vu)                           | Graham Nash                                    | 3:01     |  |
| 9.  | «Guinnevere» (del álbum Crosby, Stills & Nash)            | David Crosby                                   | 4:43     |  |
| 10. | «See the Changes» (del álbum CSN)                         | Stephen Stills                                 | 2:56     |  |
| 11. | «Teach Your Children» (del álbum Déjà Vu)                 | Graham Nash                                    | 2:55     |  |
| 12. | «Wooden Ships» (del álbum Crosby, Stills & Nash)          | David Crosby, Stephen Stills, Paul Kantner     | 5:22     |  |
| 13. | «Delta» (del álbum Daylight Again)                        | David Crosby                                   | 4:12     |  |
| 14. | «49 Bye-Byes» (del álbum Crosby, Stills & Nash)           | Stephen Stills                                 | 5:15     |  |
| 15. | «Wasted on the Way» (del álbum Daylight Again)            | Graham Nash                                    | 2:51     |  |
| 16. | «Carry On/Questions» (del álbum Déjà Vu)                  | Stephen Stills                                 | 4:25     |  |
| 17. | «In My Dreams» (del álbum CSN)                            | David Crosby                                   | 5:10     |  |
| 18. | «Cathedral» (del álbum CSN)                               | Graham Nash                                    | 5:15     |  |
| 19. | «Daylight Again» (del álbum Daylight Again)               | Stephen Stills                                 | 2:28     |  |

## Personal
- David Crosby: voz y guitarra rítmica en "Wooden Ships" y "Long Time Gone"; guitarra acústica en "Just A Song Before I Go" y "Guinnevere"; teclados en "Delta"
- Stephen Stills: voz y guitarras en todos los temas excepto "Guinnevere," "Delta," y "Cathedral"; bajo en "Suite: Judy Blue Eyes," "Long Time Gone," "Marrakesh Express," "Teach Your Children," "Wooden Ships," "49 Bye-Byes," y "Carry On/Questions"; teclados en "Suite: Judy Blue Eyes," "Long Time Gone," "Marrakesh Express," "Wooden Ships," "49 Bye-Byes," y "Carry On/Questions"; percusión en "Suite: Judy Blue Eyes" y "Carry On/Questions"; banjo en "Daylight Again"
- Graham Nash: voz y guitarra rítmica en "Marrakesh Express" y "Teach Your Children"; piano en "Just A Song Before I Go," "Our House," y "Cathedral"; percusión en "Carry On" y "Teach Your Children"
- Timothy B. Schmit: voz en "Southern Cross" y "Wasted on the Way"
- Art Garfunkel: voz en "Southern Cross" y "Daylight Again"
- Michael Stergis: guitarra en "Southern Cross" y "Wasted on the Way"
- Jerry Garcia: pedal steel guitar en "Teach Your Children"
- Dean Parks: guitarra eléctrica en "Delta"
- Joel Bernstein: guitarra acústica en "Wasted on the Way"
- Wayne Goodwin: violín en "Wasted on the Way"
- Joe Vitale: batería en "Southern Cross" y "Cathedral"; órgano, flauta en "Shadow Captain"; piano eléctrico en "Just A Song Before I Go"; percusión en "Cathedral"
- Craig Doerge: teclados en "Shadow Captain," "Delta," y "Wasted on the Way"
- Michael Finnigan: teclados y coros en "Southern Cross"
- Richard T. Bear: teclados en "Southern Cross"
- George Perry: bajo en "Southern Cross," "Shadow Captain," y "Cathedral"
- Tim Drummond: bajo en "Just A Song Before I Go"
- Greg Reeves: bajo en "Our House"
- Leland Sklar: bajo en "Delta"
- Bob Glaub: bajo en "Wasted on the Way"
- Dallas Taylor: batería en "Suite: Judy Blue Eyes," "Long Time Gone," "Our House," "Wooden Ships," "49 Bye-Byes," y "Carry On/Questions"; pandereta en "Teach Your Children"
- Russ Kunkel: batería en "Just A Song Before I Go," "Shadow Captain," "Delta," y "Wasted on the Way"; congas en "Shadow Captain"; percusión en "Just A Song Before I Go"
- Jim Gordon: batería en "Marrakesh Express"
- Joe Lala: percusión en "Southern Cross" y "Wasted on the Way"
- Mike Lewis, Joel Bernstein, David Crosby, Graham Nash: orquestación en "Cathedral"

## Posición en listas
| País           | Lista                    | Posición |
| -------------- | ------------------------ | -------- |
| Estados Unidos | Billboard 200            | 24       |
| Nueva Zelanda  | New Zealand Albums Chart | 6        |
| Reino Unido    | UK Albums Chart          | 38       |